# 129216 Chloecastle
129216 Chloecastle è un asteroide della fascia principale. Scoperto nel 2005, presenta un'orbita caratterizzata da un semiasse maggiore pari a 3,1172449 UA e da un'eccentricità di 0,2531441, inclinata di 15,04224° rispetto all'eclittica.